# COSAFA Women’s Championship
Das COSAFA Women’s Championship (seltener auch COSAFA Women’s Cup; deutsch Frauen-Fußballmeisterschaft des südlichen Afrika) ist ein Fußballturnier, das vom Fußballverband des südlichen Afrikas, COSAFA, organisiert wird. Es wurde 2002 als Pendant für den COSAFA Cup (der Herren) ins Leben gerufen.
Erstmals wurde 2019 auch der Wettbewerb der U20-Frauen ausgetragen.

## Erstteilnahmen
Folgend alle Nationalmannschaften, die bisher an diesem Turnier teilgenommenen haben.
- Fett geschriebene Mannschaften wurden bei ihrer ersten Teilnahme Turniersieger.
- Kursiv geschriebene Mannschaften waren bei ihrer ersten Teilnahme Ausrichter.

| Jahr | Erstteilnehmer | Erstteilnehmer | Erstteilnehmer | Erstteilnehmer |
| ---- | -------------- | -------------- | -------------- | -------------- |
| 2002 | Botswana       | Lesotho        | Malawi         | Mosambik       |
| 2002 | Sambia         | Simbabwe       | Südafrika      | Eswatini       |
| 2006 | Angola         | Namibia        |                |                |
| 2011 | Tansania 1     |                |                |                |
| 2017 | Kenia 1        | Mauritius      |                |                |
| 2018 | Kamerun 1      | Uganda 1       |                |                |
| 2019 | Komoren        |                |                |                |
| 2021 | Südsudan 1     |                |                |                |
| 2024 | Seychellen     |                |                |                |

## Die Turniere im Überblick
| Jahr         | Gastgeber | Finale    | Finale          | Finale    | Spiel um Platz drei | Spiel um Platz drei | Spiel um Platz drei |
| Jahr         | Gastgeber | Sieger    | Ergebnis        | 2. Platz  | 3. Platz            | Ergebnis            | 4. Platz            |
| ------------ | --------- | --------- | --------------- | --------- | ------------------- | ------------------- | ------------------- |
| 2002 Details | Simbabwe  | Südafrika | 2:1             | Simbabwe  | Sambia              | 1:0                 | Mosambik            |
| 2006 Details | Sambia    | Südafrika | 3:1             | Namibia   | Sambia              | 2:1                 | Simbabwe            |
| 2008 Details | Angola    | Südafrika | 3:1             | Angola    | nicht ausgetragen   | nicht ausgetragen   | nicht ausgetragen   |
| 2011 Details | Simbabwe  | Simbabwe  | 1:0             | Südafrika | Tansania*           | 3:0                 | Malawi              |
| 2017 Details | Simbabwe  | Südafrika | 2:1             | Simbabwe  | Sambia              | 1:1 (4:2 i. E.)     | Kenia               |
| 2018 Details | Südafrika | Südafrika | 2:1             | Kamerun*  | Uganda*             | 1:0                 | Sambia              |
| 2019 Details | Südafrika | Südafrika | 1:0             | Sambia    | Simbabwe            | 3:0                 | Botswana            |
| 2020 Details | Südafrika | Südafrika | 2:1             | Botswana  | nicht ausgetragen   | nicht ausgetragen   | nicht ausgetragen   |
| 2021 Details | Südafrika | Tansania* | 1:0             | Malawi    | Sambia              | 1:1 (4:3 i. E.)     | Südafrika           |
| 2022 Details | Südafrika | Sambia    | 1:0             | Südafrika | Tansania            | 2:1                 | Namibia             |
| 2023 Details | Südafrika | Malawi    | 2:1             | Sambia    | Mosambik            | 2:0                 | Simbabwe            |
| 2024 Details | Südafrika | Sambia    | 0:0 (4:3 i. E.) | Südafrika | nicht ausgetragen   | nicht ausgetragen   | nicht ausgetragen   |

* Gastmannschaften, die keine Mitglieder der COSAFA sind.

### Rangliste Plätze 1–3
Anmerkung: 2008, 2020 und 2024 wurde kein dritter Platz ausgespielt.
| Rang | Land       | Titel | Jahr(e)                                  | 2. Plätze | 3. Plätze |
| ---- | ---------- | ----- | ---------------------------------------- | --------- | --------- |
| 1    | Südafrika  | 7     | 2002, 2006, 2008, 2017, 2018, 2019, 2020 | 3         | 0         |
| 2    | Sambia     | 2     | 2022, 2024                               | 3         | 3         |
| 3    | Simbabwe   | 1     | 2011                                     | 2         | 1         |
|      | Tansania 1 | 1     | 2021                                     | 0         | 2         |
| 4    | Malawi     | 1     | 2023                                     | 1         | 0         |
| 5    | Botswana   | 0     |                                          | 1         | 1         |
| 6    | Angola     | 0     |                                          | 1         | 0         |
|      | Kamerun 1  | 0     |                                          | 1         | 0         |
| 7    | Mosambik   | 0     |                                          | 1         | 0         |
|      | Namibia    | 0     |                                          | 1         | 0         |
|      | Uganda 1   | 0     |                                          | 0         | 1         |